# Tommy the Clown
Thomas Johnson (* 9. Januar 1969 in Detroit), auch bekannt als Tommy the Clown, ist ein amerikanischer Tänzer, der zu den Erfindern des „Clowning“-Tanzstils gehört, aus dem sich später der Tanzstil Krumping entwickelte.
Johnson entwickelte den Tanzstil 1992, um Clownauftritte auf Geburtstagspartys interessanter zu gestalten. Daraus entstand das Konzept der „Hip Hop Clowns“. Er und seine Anhänger haben diese Performance sowohl bei Geburtstagspartys von Innenstadtgemeinschaften als auch bei Prominenten wie Madonna, Pamela Anderson oder Cedric the Entertainer aufgeführt. Internationale Bekanntheit erlangte er im Jahre 2005 durch die Dokumentation RIZE von David LaChapelle.

## Biografie
Thomas Johnson ist in Detroit, Michigan geboren und im Bezirk South Central in Los Angeles, Kalifornien aufgewachsen. In seiner Jugend geriet er, wie viele seiner Freunde und Nachbarn im Bezirk, immer mal wieder mit dem Gesetz in Konflikt, was ihm schlussendlich eine fünfjährige Haftstrafe einbrachte. Während der Haft fasste er den Entschluss, dass er seinen Lebensstil signifikant ändern musste. Nach der Haftentlassung nahm er zunächst bis 1992 einen Job als Schreibkraft an, bei der er aufgrund seiner unterhaltsamen Persönlichkeit von einer Arbeitskollegin als Clown für die Geburtstagsfeier ihrer Tochter engagiert wurde. Für diesen Auftritt erschuf er die Figur Tommy the Clown. Durch seine Erfahrungen mit Kindern und Jugendlichen bei dieser Geburtstagsfeier und anderen Events und als Reaktion auf die Unruhen in Los Angeles 1992 erkannte er, dass er nicht nur Unterhalter auf diesen Partys war, sondern von den Kindern und Jugendlichen als Vorbild angesehen wurde. Er erschuf die Tanzstile „Clowning“ und „Krumping“ als Möglichkeit für Jugendliche, nicht in die gleichen Probleme zu geraten wie er. Inzwischen ist er international als „Vater des Krumping“ bekannt.
Seine Auftritte beinhalten aktuelle Musik und Tanzelemente, und er ermutigte die anwesenden Kinder und Jugendliche, mitzumachen und mitzutanzen, wodurch er schnell eine Gemeinschaft von Anhängern aus ganz Los Angeles um sich scharte. Er nutzte diese Gelegenheit, um den Kindern und Jugendlichen die Möglichkeit zu geben, ihr Interesse auf das Tanzen anstatt auf Drogen oder Bandenkriminalität zu lenken. Dazu gründete er eine Tanzgruppe namens „Hip Hip Clowns“, mit denen er bei Events auftrat. Die einzigen Regeln, die er für die Gruppe aufstellte, lauten: „No gangs, No drugs, Do well in school (grades, attendance and behavior) and be a role model by living a positive lifestyle at all times.“ (deutsch: „Keine Banden, keine Drogen, sei gut in der Schule (Noten, Anwesenheit und Verhalten) und sei jederzeit durch deinen positiven Lifestyle ein Vorbild.“)
Im Jahr 2002 gab es schon über 60 Clown-Tanzgruppen in Los Angeles. Um Konflikte und Eskalationen zwischen diesen Gruppen zu vermeiden, veranstaltete Tommy selbst wöchentliche Tanzwettbewerbe, sogenannte Dance Battles, an seiner Akademie, wo das Publikum darüber entschied, wer der beste sei. Die Popularität dieser Wettkämpfe war enorm, und Tommy erschuf und veranstaltete das „Battle Zone“ event, eine Art offizieller Tanzwettkampf, an dem sich sowohl normale Tänzer als auch Prominente beteiligten. Zu dieser Zeit erregte das Phänomen Clowning die Aufmerksamkeit des Regisseurs und Photographen David LaChapelle. Fasziniert von dieser Bewegung drehte er im Jahre 2005 eine Dokumentation „RIZE“ für das Medienunternehmen Lions Gate Entertainment.
Seitdem reisten Tommy der Clown und die Hip Hop Clowns durch die ganze Welt, traten in verschiedenen Orten und für die verschiedensten Prominenten auf und verbreiteten die Idee des Clownings. Ein weiteres Betätigungsfeld für Tommy sind die Schulen und Colleges in den Vereinigten Staaten. Neben Auftritten und Besuchen diverser Bildungseinrichtungen veranstaltet er zusammen mit der Schulverwaltung der Stadt Los Angeles (Los Angeles Unified School District) den Richtlinien der California Education Standards folgend in den dortigen Schulen Kurse zu Clowning und Krumping. Außerdem bietet er eine Reihe von Programmen für Schüler und Jugendliche in den Umgebungen an.
2024 hatten Tommy und seine Hip Hop Clowns einen Gastauftritt im Video zu Kendrick Lamars Drake-Diss Not Like Us.